# (87275) 2000 PZ8
2000 بي زد 8 (ويعرف أيضًا باسم (87275) 2000 بي زد 8 وفق تسمية الكوكب الصغير) (بالإنجليزية: 2000 PZ8)‏؛ هو كويكب ضمن حزام الكويكبات.
اكتُشف هذا الجُرم الفلكي بواسطة روبرت إتش ماكنوت في 4 أغسطس 2000، وترتيبه 87275 من حيث الاكتشاف.

## الوصف
اكتُشف 872752000PZ في 4 أغسطس 2000 في مرصد سايدنغ سبرينغ، الواقع في وارومبونغل، نيوساوث ويلز في أستراليا، بواسطة عالم الفلك البريطاني روبرت إتش ماكنوت. وقد رصد المشروع 1,447 مشاهدة للكويكب إلى غاية 5 فبراير 2022 بتوقيت منطقة المحيط الهادئ، أي في مدة قدرها 7,914 يومًا (21.7 عام). تستغرق الفترة المدارية للكويكب 1,430 يومًا (3.9 عام).

## الخصائص المدارية
يتميز مدار هذا الكويكب بنصف محور رئيسي يبلغ 2.49 وحدة فلكية، وحضيض قدره 2.19 وحدة فلكية، وانحراف قدره 0.12 وزاوية ميلان 12.5 درجة بالنسبة لمسار الشمس. بسبب هذه الخصائص، أي نصف المحور الرئيسي بين 2 و3.2 وحدة فلكية وحضيض أكبر من 1,666 وحدة فلكية، يُصنف هذا الجُرم الفلكي وفقًا لقاعدة بيانات مختبر الدفع النفاث لأجرام النظام الشمسي الصغيرة كائنًا من حزام الكويكبات الرئيسي.

## وصلات خارجية
- (87275) 2000 PZ8 في قاعدة بيانات مختبر الدفع النفاث لأجرام النظام الشمسي الصغيرة

- الاكتشاف · مخطط المدار ·  العناصر المدارية · المعلمات المادية

- (87275) 2000 PZ8 على موقع ويكي سكاي: DSS2, SDSS, GALEX, IRAS, Hydrogen α, X-Ray, Astrophoto, Sky Map, Articles and images